# Manfred Hofinger
Manfred Hofinger (* 27. Februar 1970 in Ried im Innkreis, Oberösterreich) ist ein österreichischer Politiker der ÖVP. Seit 17. Dezember 2013 ist er Abgeordneter zum österreichischen Nationalrat.

## Leben
Hofinger besuchte nach Volks- und Hauptschule eine Höhere Lehranstalt für Land- und Forstwirtschaft. Nach dem Präsenzdienst besuchte er die Land- und forstwirtschaftliche berufspädagogische Akademie. Er erlangte den Grad des „Diplomierten Pädagogen“. Er ist als Vertragsbediensteter beim Land Oberösterreich tätig. Manfred Hofinger ist verheiratet und hat mit seiner Frau drei Kinder.

## Politischer Werdegang
Hofinger war Gemeindeparteiobmann der ÖVP Lambrechten, seit 2009 auch Bürgermeister. Nachdem Reinhold Mitterlehner wieder als Wirtschaftsminister angelobt wurde, erhielt Manfred Hofinger das freigewordene Mandat.